# Fermi (månekrater)
Fermi er et så stort nedslagskrater på Månen, at det betegnes som et bassin (eller bjergomgivet slette). Det befinder sig på den sydlige halvkugle på Månens bagside og er opkaldt efter den italiensk-amerikanske fysiker og nobelprismodtager Enrico Fermi (1901 – 1954).
Navnet blev officielt tildelt af den Internationale Astronomiske Union (IAU) i 1970.

## Omgivelser
Det store og fremtrædende krater Tsiolkovskiy er trængt ind i Fermikraterets sydøstlige rand. I modsætning til Tsiolkovskiy er Fermis indre imidlertid ikke blevet dækket af mørk basaltisk lava og kan derfor kun lige skelnes fra det omgivende og nedslagsramte terræn. Hvis krateret havde ligget på Månens forside, ville det have været et af de største, synlige kratere med dimensioner, som nogenlunde svarer til Humboldtkraterets, som er beliggende adskillige hundrede km mod vest-sydvest.

## Karakteristika
Fermi er blevet stærk eroderet og beskadiget af senere nedslag, og der ligger adskillige bemærkelsesværdige kratere over dets rand og inde i bassinet. Delportekrateret er det mest fremtrædende af disse og ligger over den nordvestlige rand. Mod øst og lige inden for den nordlige rand af Fermi ligger Litkekrateret. Det mindre krater Xenophon ligger midt over den sydlige rand. I kraterbundens sydlige halvdel ligger kraterne Diderot og Babakin.
Blandt de dele af randen, som stadig findes, er den nordlige halvdel den mest intakte. Den sydlige er næsten blevet udjævnet og danner en irregulær strækning på måneoverfladen. Fermis indre er blevet omformet ved Tsiolkovskiynedslaget, der har lavet furer i den nordøstlige del og parallelle højderygge langs Tsiolkovskiys vestlige rand. De øvrige dele af kraterbunden er noget mere jævne, men arret af myriader af småkratere. Især bundens centrale del har adskillige samlinger af kratere.

## Måneatlas
- Billeder af Fermikrateret i LPI-måneatlasset